# Extended Family
Extended Family es una serie de televisión de comedia de situación estadounidense creada por Mike O'Malley que se estrenó a través de NBC el 23 de diciembre de 2023. Está basada libremente en las vidas de los productores ejecutivos George Geyer, Emilia Fazzalari y el propietario de los Boston Celtics, Wyc Grousbeck. En mayo de 2024, la serie fue cancelada tras una temporada.

## Premisa
Jim y Julia, tras un divorcio amistoso, deciden seguir criando a sus hijos en la casa de la familia y turnarse para decidir quién se queda con ellos. Navegando con el divorcio y el reparto de los hijos se complica para Jim cuando Trey, el dueño de su equipo deportivo favorito, entra en el panorama y se gana el corazón de Julia.

## Reparto

### Principales
- Jon Cryer como Jim
- Donald Faison como Trey, el prometido de Julia
- Abigail Spencer como Julia, la exesposa de Jim
- Sofia Capanna como Grace, hija de Jim and Julia
- Finn Sweeney como Jimmy Jr., hijo de Jim and Julia

### Recurrentes
- Lenny Clarke como Bobby, padre de Jim

### Invitados
- Rick Fox como Kevin Kelly, director general de los Boston Celtics
- Stephen McKinley Henderson como el Dr. Eldridge Davenport
- Billy Gardell como Bill
- Erica Ash como Lydia
- Missy Yager como Thea-Lyn
- Neal McDonough como el Oficial Schramn
- Rico E. Anderson como el Oficial Franks
- Malcolm Kelner como Sean Bell
- Walter Belenky como el Sr. Tarmy

## Episodios
| N.º | Título                                             | Dirigido por    | Escrito por               | Fecha de emisión original | Audiencia (millones) |
| --- | -------------------------------------------------- | --------------- | ------------------------- | ------------------------- | -------------------- |
| 1   | «Pilot»                                            | James Widdoes   | Mike O'Malley             | 23 de diciembre de 2023   | 3.57                 |
| 2   | «The Consequences of Making Yourself at Home»      | Ali LeRoi       | Jim Vallely               | 2 de enero de 2024        | 3.33                 |
| 3   | «The Consequences of Gaming»                       | James Widdoes   | Ajay Sahgal               | 9 de enero de 2024        | 2.76                 |
| 4   | «The Consequences of Sushi»                        | James Widdoes   | Victor Levin              | 16 de enero de 2024       | 2.63                 |
| 5   | «The Consequences of Matchmaking»                  | James Widdoes   | Victoria Morrow           | 23 de enero de 2024       | 2.44                 |
| 6   | «The Consequences of Status»                       | James Widdoes   | Mike O'Malley             | 30 de enero de 2024       | 2.45                 |
| 7   | «The Consequences of Sleepovers»                   | Jeff Greenstein | Victoria Morrow           | 6 de febrero de 2024      | 2.56                 |
| 8   | «The Consequences of Loaning Your Dad Money»       | Jeff Greenstein | Ajay Sahgal               | 13 de febrero de 2024     | 2.27                 |
| 9   | «The Consequences of Helping People»               | James Widdoes   | Victor Levin              | 20 de febrero de 2024     | 1.94                 |
| 10  | «The Consequences of Familial Obligations»         | Phill Lewis     | Laura Kightlinger         | 5 de marzo de 2024        | 2.29                 |
| 11  | «The Consequences of Writing Things Down»          | Kim Fields      | Jim Vallely y Maggie Rowe | 12 de marzo de 2024       | 2.55                 |
| 12  | «The Consequences of Being Irish»                  | James Widdoes   | Phil LaMarr               | 19 de marzo de 2024       | 2.34                 |
| 13  | «The Consequences of Considering the Consequences» | Gail Lerner     | Victor Levin              | 26 de marzo de 2024       | 2.35                 |

## Producción
Extended Family recibió una orden de serie el 29 de septiembre de 2022. La producción de la primera temporada se vio interrumpida por la huelga SAG-AFTRA 2023. Antes de la huelga, se rodaron 6 episodios de la primera temporada de 13 episodios, siendo la serie una de las primeras en volver a la producción tras la huelga. La serie se rodó en el Radford Studio Center de Studio City, California, pero está ambientada en Boston, Massachusetts. La serie se estrenó el 23 de diciembre de 2023 por NBC. El 7 de mayo de 2024, NBC canceló la serie tras una temporada.

## Recepción
El sitio web agregador de reseñas Rotten Tomatoes reportó un índice de aprobación del 33% basado en 6 reseñas de críticos.